# Mautoba (Ort)
Mautoba ist eine osttimoresische Siedlung im Suco Fahisoi (Verwaltungsamt Remexio, Gemeinde Aileu) in Osttimor.

## Geographie und Einrichtungen
Das Dorf Mautoba liegt im Zentrum der Aldeia Mautoba, auf einer Meereshöhe von 1314 m. Im Dorf treffen Straßen aus der Landeshauptstadt Dili im Norden, Namolesso im Süden und dem Suco Maumeta im Osten aufeinander. An ihnen liegen auch die Nachbarorte Mautobas: Riheu im Südwesten, Estaurlatan im Norden und Tuqueu (Suco Maumeta) im Osten. Nördlich von Mautoba entspringt der Ai Mera. Anderthalb Kilometer südlich verläuft der Tatamailiu. Beide Flüsse sind Teil des Systems des Nördlichen Laclós.
Neben einem kleinen Markt und ein Wassertank finden sich im Dorf Manitoba die Grundschule Ciclo de Mautoba, die katholische Kapelle Nossa Sehora de Fatima und die Kirche Samaria Remexiu der Igreja Evangélica Presbiteriana de Timor-Leste (IEPTL).